# Revue philosophique de la France et de l'étranger
La Revue philosophique de la France et de l'étranger è una rivista filosofica in lingua francese fondata da Théodule Ribot nel 1876 e pubblicata dalla Presses universitaires de France.

## Storia
La rivista fu fondata da Théodule Ribot nel 1876 e successivamente diretta da Lucien Lévy-Bruhl, Émile Bréhier, Paul Masson-Oursel, Pierre-Maxime Schuhl e Gustave Belot. Nel 1934 la periodicità semestrale diventò bimensile, quindi trimestrale nel 1946, annuale dal '47 al '73 e poi nuovamente trimestrale.
Per via delle sue numerose collaborazioni, la rivista ha contribuito alla fondazione della psicologia moderna in Francia. Ogni numero propone articoli di ricercatori e la recensione di un'opera filosofica di recente pubblicazione.